# Jan Anton de Robiano

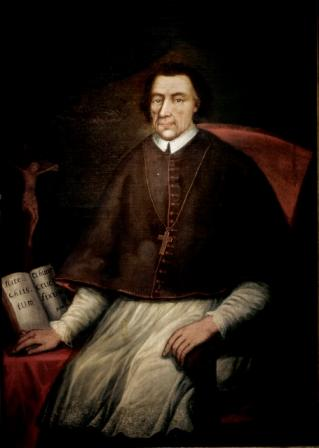
Johannes Antonius de Robiano

Jan Anton de Robiano (Brussel, 1698 - Roermond, 28 juni 1769) was de elfde bisschop van Roermond van 1746 tot 1769. Zijn wapenspreuk was: Sicut lilium (Zoals een lelie).

## Loopbaan
Jan Anton de Robiano studeerde in Leuven. Nadat hij eerder al benoemd was tot bisschop van Brugge en Antwerpen had hij deze posten steeds geweigerd. Ook Roermond weigerde hij in eerste instantie, maar toen de paus de bevestigingsbrieven al bleek te hebben gestuurd schikte hij zich alsnog. In Keulen (vanwege oorlogstoestanden in de Zuidelijke Nederlanden) werd hij door de pauselijke nuntius gezalfd. 
Een van zijn maatregelen was versobering: bij zijn komst in de parochies wenste hij geen ontvangst meer van muziekgezelschappen en schutterijen. Slechts de plaatselijke geestelijkheid mocht hem verwelkomen, en alle papieren en registers moesten klaar liggen. Daarna zou hij het vormsel toedienen. Ook kreeg de plaatselijke stadsreus Sjtuf een processieverbod, waarna de traditie ten onderging.
In die tijd mocht hij ook weer op Staats gebied zijn ambt vrij uitoefenen, behalve in Staats Valkenburg. De vormelingen van de staatse gebieden togen naar de nabijgelegen Oostenrijkse delen en werden daar gevormd. Bij een bezoek aan het decanaat Weert werd hij ziek. Hij keerde met hoge koorts terug in Roermond en overleed op 28 juni 1769. Hij werd begraven in het presbyterium van het hoge koor, aan de evangelie-kant, nabij de credens. Robiano stond bekend om zijn vrijgevigheid aan de armen. Na zijn dood liet hij dan ook nauwelijks iets na.
Van 1769 tot 1770 was Arnoldus Ignatius Jacobus Costerius als vicaris-generaal plaatsvervanger van de bisschop. Normaal gesproken moest het kapittel nu drie kandidaten voordragen. Maar zelfs zonder voorkennis van het hof van Brussel benoemde keizerin Maria Theresia van Oostenrijk pater Henricus Kerens, priester van de sociëteit van Jezus en rector van het Theresiaans college van Wenen, tot bisschop van Roermond.